# Sound systemowej sceny syn
Sound systemowej sceny syn – trzeci album studyjny polskiego piosenkarza reggae Juniora Stressa. Wydany został 12 kwietnia 2014 roku nakładem wytwórni płytowej Karrot Kommando. Gościnnie na płycie wystąpili m.in. Vienio, Tallib oraz Chonabibe. W ramach promocji do utworów „Łatwo”, „(nie)Prawda” i „Przedwczoraj” zrealizowano teledyski.

Te nagrania są dla mnie bardziej powrotem do starej zajawki, niż eksperymentem. Muzyka, która gra na płycie "Sound systemowej sceny syn" to dokładnie te brzmienia, którymi zafascynowałem się na początku swojej muzycznej przygody. Taką podróż umożliwili mi producenci Emesde, DJ Feel-X, Matis (Centrum Strona), Gavin z Equiknoxx, Mothashipp, band D'Roots Brothers i mój rodzimy band Sun El Band. Miałem zaszczyt zaprosić do wspólnych nagrań poetę Sławka Gołaszewskiego, rapera Vienia z Molesta Ewenement, brytyjskiego nawijacza Deadly Hunta, lubelski skład Chonabibe w reprezentacji Jahdeck-a i Fat Matthew oraz lubelskiego śpiewaka Tallib-a.

## Lista utworów
Opracowano na podstawie materiału źródłowego.
| 1.  | "Intro/Mikrofon włączony"                           | 3:03  |
|     |                                                     |       |
| 2.  | "To nie ja" (gościnnie: Vienio)                     | 2:41  |
|     |                                                     |       |
| 3.  | "Sound systemowej sceny syn" (gościnnie: Chonabibe) | 3:32  |
|     |                                                     |       |
| 4.  | "Łatwo"                                             | 3:11  |
|     |                                                     |       |
| 5.  | "Big Brader Lajf"                                   | 3:10  |
|     |                                                     |       |
| 6.  | "Powiedziano"                                       | 2:52  |
|     |                                                     |       |
| 7.  | "(nie)Prawda"                                       | 3:31  |
|     |                                                     |       |
| 8.  | "Łączność" (gościnnie: Deadly Hunta)                | 3:00  |
|     |                                                     |       |
| 9.  | "Przedwczoraj"                                      | 3:12  |
|     |                                                     |       |
| 10. | "Ile jeszcze w tobie jest sił"                      | 3:35  |
|     |                                                     |       |
| 11. | "Nyahbinghi" (gościnnie: Sławomir Gołaszewski)      | 2:46  |
|     |                                                     |       |
| 12. | "Śmierć ciemiężycielom wszystkich ras"              | 3:14  |
|     |                                                     |       |
| 13. | "To co masz" (gościnnie: Tallib)                    | 3:34  |
|     |                                                     |       |
|     |                                                     | 41:21 |
|     |                                                     |       |

## Pozycje na listach
| Lista (2014)  | Najwyższa pozycja |
| ------------- | ----------------- |
| Polska (OLiS) | 48                |